# آي بي إم آي
IBM i هو نظام تشغيل يعمل على IBM Power Systems وعلى IBM PureSystems . تم تسميته OS / 400 عندما تم تقديمه مع AS / 400 سطر من أنظمة الكمبيوتر في عام 1988 ، وتمت تسميته فيما بعد إلى i5 / OS ، وتمت تسميته إلى IBM i في عام 2008 عندما تم تقديم IBM Power Systems.
وهي واحدة من أنظمة التشغيل المدعومة على IBM Power Systems إلى جانب AIX وLinux وكذلك في IBM PureSystems إلى جانب AIX و Linux و Windows .

## وصلات خارجية
- الموقع الرسمي